# Reservas marinas de Nueva Zelanda

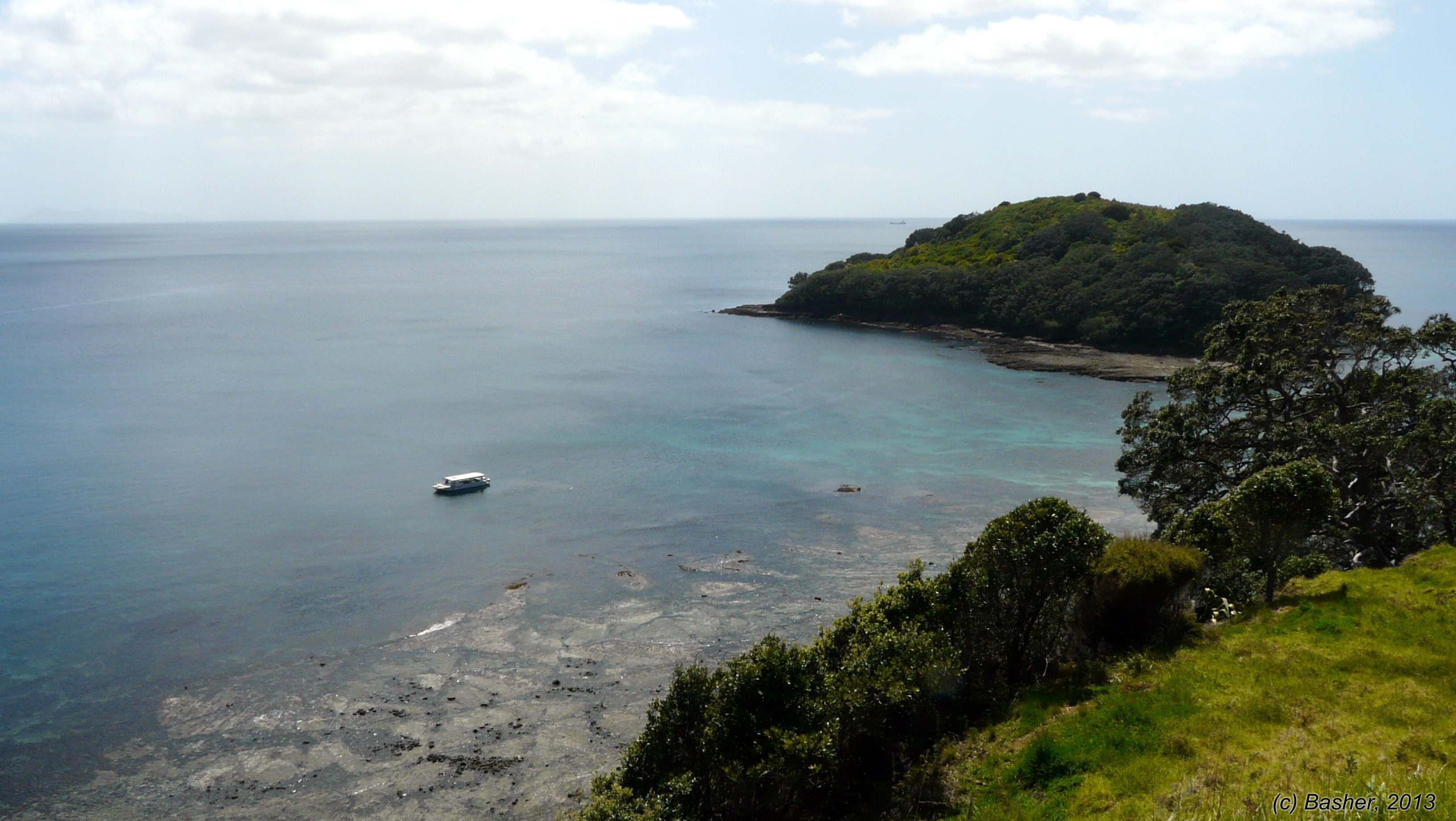
Reserva Marina de Cape Rodney-Okakari Point (isla de la Cabra)

Nueva Zelanda cuenta con 44 reservas marinas (en agosto de 2020) repartidas por el Norte, la Isla del Sur y las islas vecinas, así como en grupos de islas periféricas. Se rigen por la Ley de Reservas Marinas de 1971 y son administradas por el Departamento de Conservación con la ayuda del Ministerio de Pesca, las Aduanas de Nueva Zelanda y las Fuerzas de Defensa neozelandesas.

## Historia
La Ley de Reservas Marinas fue aprobada por el Parlamento de Nueva Zelanda en 1971. En el año 2000, el Departamento de Conservación inició una revisión de la ley que dio lugar a un proyecto de ley de reservas marinas que se presentó al Parlamento en junio de 2002, pero que aún no se ha votado.
La primera reserva marina que se creó fue la de Cape Rodney-Okakari Point. A continuación se creó la reserva marina de las islas Poor Knights, aunque sólo con una prohibición parcial de la pesca; la prohibición total se aplicó en 1998. Las dos primeras reservas marinas de Fiordland se crearon a petición de la Federación Neozelandesa de Pescadores Comerciales en 1993. Otras ocho reservas se crearon en Fiordland por recomendación de los Guardianes de Fiordland en 2005. La reserva marina del Puerto de Whangarei se creó en 2006 con el apoyo activo de los estudiantes y el profesorado del cercano instituto de Kamo.

## Efectos
La abundancia de peces dentro de las reservas crea un efecto de desbordamiento, o exportación de larvas, que impulsa las capturas en las zonas vecinas. En general, las reservas suelen atraer a muchos buceadores y pescadores recreativos. Los buceadores se sienten atraídos por la abundancia de peces, corales, etc. dentro de las reservas. Los pescadores se sienten atraídos por las zonas situadas en el exterior de las reservas, en las que se produce una abundancia de grandes peces de caza que no se encuentran en otras zonas.
La reserva marina de Cape Rodney-Okakari Point, en particular, recibe más de 200.000 visitantes al año. Es un lugar muy popular entre los buceadores y los submarinistas, debido a la abundancia y diversidad de peces que viven ahora en la reserva tras más de 30 años de protección. Entre las especies que pueden encontrarse en la reserva están el pargo australiano y el erizo de mar neozelandés (kina).

## Lista de reservas
| Nombre                                                           | Superficie (ha) | Fecha de creación |
| ---------------------------------------------------------------- | --------------- | ----------------- |
| Reserva marina de Akaroa                                         | 512             | 2014              |
| Reserva marina de las islas Auckland - Motu Maha                 | 498,000         | 2003              |
| Reserva marina de Cape Rodney-Okakari Point (Isla de las Cabras) | 547             | 1975              |
| Reserva marina de Hautai                                         | 853             | 2014              |
| Reserva marina de Hawea (Clio Rocks)                             | 411             | 2005              |
| Reserva marina de Hikurangi                                      | 10.416          | 2014              |
| Reserva marina de Horoirangi                                     | 904             | 2005              |
| Reserva marina de Kahukura (Gold Arm)                            | 464             | 2005              |
| Reserva marina de Kahurangi                                      | 8.419           | 2014              |
| Reserva marina de Kapiti                                         | 2,167           | 1992              |
| Reserva marina de las islas Kermadec                             | 748,000         | 1990              |
| Reserva marina de Kutu Parera (Brazo Gaer)                       | 433             | 2005              |
| Reserva marina de Long Bay-Okura                                 | 980             | 1995              |
| Reserva marina de Long Island-Kokomohua                          | 619             | 1993              |
| Reserva marina de Moana Uta (Wet Jacket Arm)                     | 2.007           | 2005              |
| Reserva marina de Motu Manawa (Isla del Polen)                   | 501             | 1995              |
| Reserva marina de Moutere Hauriri / Islas Bounty                 | 104.626         | 2014              |
| Moutere Ihupuku / Reserva marina de la isla Campbell             | 290,000         | 2014              |
| Reserva marina de la isla Moutere Mahue / Antípodas              | 217,287         | 2014              |
| Reserva marina de Parininihi                                     | 1,844           | 2006              |
| Reserva marina de Piopiotahi (Milford Sound)                     | 690             | 1993              |
| Reserva marina de Pohatu (Flea Bay)                              | 215             | 1999              |
| Reserva marina de las islas de Poor Knights                      | 1.890           | 1981              |
| Reserva marina de Punakaiki                                      | 3.520           | 2014              |
| Reserva marina de Taipari Roa (isla Elizabeth)                   | 613             | 2005              |
| Reserva marina de Tapuae                                         | 1,404           | 2008              |
| Reserva marina de Taputeranga                                    | 855             | 2008              |
| Reserva marina de Taumoana (Península de los Cinco Dedos)        | 1.466           | 2005              |
| Reserva marina de Tauparikākā                                    | 17              | 2014              |
| Reserva marina Tāwharanui                                        | 394             | 2011              |
| Reserva marina de Te Angiangi                                    | 446             | 1997              |
| Reserva marina del canal de Te Awaatu (The Gut)                  | 93              | 1993              |
| Reserva marina de Te Hapua (Sutherland Sound)                    | 449             | 2005              |
| Reserva marina de Te Matuku                                      | 690             | 2005              |
| Reserva marina de Te Paepae o Aotea (Rocas Volkner)              | 1.267           | 2006              |
| Reserva marina de Te Tapuwae o Hua (Long Sound)                  | 3.672           | 2005              |
| Reserva marina Te Tapuwae o Rongokako                            | 2,452           | 1999              |
| Reserva marina de la isla de Tonga                               | 1,835           | 1993              |
| Reserva marina de la isla de Tuhua (Mayor)                       | 1,060           | 1992              |
| Isla de Ulva - Reserva marina de Te Wharawhara                   | 1,075           | 2004              |
| Reserva marina de la costa del glaciar Waiau                     | 4.557           | 2014              |
| Reserva marina de Westhaven (Te Tai Tapu)                        | 536             | 1994              |
| Reserva marina de Whanganui-A-Hei (Cathedral Cove)               | 840             | 1993              |
| Reserva marina del puerto de Whangarei                           | 237             | 2006              |